# Homoneura tianeensis
Homoneura tianeensis är en tvåvingeart som beskrevs av Gao och Yang 2004. Homoneura tianeensis ingår i släktet Homoneura och familjen lövflugor. Inga underarter finns listade i Catalogue of Life.